# Pittem (Belgia)
Pittem – miejscowość i gmina (gemeente) w Belgii, w Regionie Flamandzkim, w prowincji Flandria Zachodnia, w okręgu Tielt. 1 stycznia 2024 liczyła 6946 mieszkańców na pow. 34,69 km². Położona jest ok. 4 km na zachód od Tielt, w trójkącie: Brugia – Gandawa – Kortrijk – Roeselare. Sąsiednie gminy to: Tielt, Meulebeke, Ardooie, Koolskamp, Zwevezele i Wingene.
Znajduje się Centrum Psychiatrii św. Józefa Psychiatrisch Centrum Sint-Jozef, gdzie stosuje się terapię autorstwa Carla Rogersa.

## Podział administracyjny
W skład gminy wchodzi jedna dzielnica (deelgemeente):
- Egem

## Osoby

### urodzone w Pittem
- Ferdinand Verbiest, fizyk i astronom.